# 知念分屯基地
知念分屯基地（ちねんぶんとんきち、JASDF Chinen Sub Base）是日本航空自衛隊那覇基地的分屯基地，位于冲绳县南城市佐敷字佐敷1641，分为管理区（南城市佐敷）和作战区（南城市知念）。总面积（包括管理和运营区域）约为281,900平方米。两地之间为国土交通省VORTAC及冲绳监狱，作战地域则与日本陆上自卫队的知念支队相邻。
分屯基地司令由第18高射隊長兼任。

## 部署部隊
西南航空混成團属下
- （第5高射群）
  - 第16高射隊
  - 第18高射隊

## 沿革
- 1973年（昭和48年）   2月15日 - 临时防空训练部队“知念训练队”成立
- 1973年（昭和48年）   5月14日 - 美国陆军移交土地和所有设备，知念分屯基地正式成立
- 1973年（昭和48年） 10月16日 - 第5高射群第18高射队编成完毕
- 1979年（昭和54年）   9月30日 - 基地训练场建设竣工
- 1994年（平成 6年）    6月28日 - 基地体育馆建设竣工
- 1995年（平成 7年）    3月31日 - 第18高射队改编为使用爱国者防空系统
- 1995年（平成 7年）    6月30日 - 第18高射队运作设施竣工
- 1996年（平成 8年）    2月  1日 - 第5高射群第18高射队编成完毕
- 1996年（平成 8年）    3月11日 - 部队新机关大楼竣工
- 1996年（平成 8年）    3月25日 - 第16高射队运作设施竣工
- 2023年（令和 5年）    3月16日 - 整编为南西高射群第16高射队、 第18高射队[1]